# Marcus Groth
Marcus Groth, född 10 juni 1960 i Helsingfors, är en finlandssvensk skådespelare, regissör och gestaltterapeut. 

## Biografi
Groth studerade vid Teaterhögskolan i Helsingfors 1981–1985 (teaterkonstmagister). Han är en mångsidig, lyhörd skådespelare som ofta i nära samarbete med sin bror regissören Joakim Groth gjort en mängd starka karismatiska rollgestalter. Han har medverkat i så gott som alla Teater Mars produktioner, men också varit engagerad på många andra teatrar. Han har via sin insyn i gestaltterapin utvecklat en metod för skådespelarens arbete, en metod som i praktiken fick sin början redan under Teater Mars tidigaste år. Den metoden har han tillämpat på sig själv, i sin undervisning som professor i skådespelararbete vid Teaterhögskolan 1998–2000 och i sina regier. 
Groth stod på scenen (Svenska Teatern) redan 1979 som Lillebror i Karlsson på taket. Sedan kom lyckoåret 1985 med I väntan på Godot och årets Teaterbragd. Efter det följde en lång rad andra bragder, som Versjinin i Tre systrar (Svenska Teatern, regi Joakim Groth), som Göran Viktorin i Härlig är jorden, och som patienten Gromov i Vaktmästare Nikitas teater på Lilla Teatern 1988. Pjäsen grundade sig på Anton Tjechovs novell Avdelning sex och togs emot med stormande bifall av kritikerkåren. Den regisserades av ryska "demonregissören" Kama Ginkas. År 1990 var han Raskolnikov i Brott och straff på Lilla Teatern, också då med Kama Ginkas som regissör. I samma roll gästade han Teater MTJUS, Moskvas ungdomsteater. För sina roller som Gromov och Raskolnikov fick han statens pris för scenkonst. 
Som regissör prövade han sig fram i Teaterhögskolan, regisserade vid Rundradion, vid Lilla Teatern Joakim Groths pjäs Camera Obscura 1993 och på KOM-teatern Körsbärsträdgården 1997. En speciell fjäder i hatten som regissör fick han 2003, då han på Teater Giljotin i Stockholm regisserade Shelag Stephensons Minnen av vatten.